# Results May Vary
A Results May Vary a Limp Bizkit metalegyüttes negyedik nagylemeze, leszámítva, hogy az előző New Old Songs csak remix-album volt.
Az album mérsékelt sikert aratott, csupán 3 millió példányt sikerült eladni belőle. Ez az egyetlen anyag, amely Mike Smith gitárossal készült, miután Wes Borland 2001-ben otthagyta az együttest.

## Az albumról
Számos cím lehetőség felmerült az album készítésénél, még az kiadatlan állapotban volt, mikor Dursték elkezdték beszédtémává tenni, hogy vagy "Bipolar" lesz vagy "Less Is More" a nagylemez neve. Más alternatíva is létezett, mint "Panty Sniffer", "The Search for Teddy Swoes", és "Fetus More".
A készületeknél a munkát permanens gitáros hiánya jellemezte. A frontember, Fred Durst és a basszusgitáros, Sam Rivers játszottak szólógitáron több-kevesebb sikerrel, illetve egy kis időre leszerződtették Elvis Baskette stúdiómérnököt is gitárosként. Ekkor 15 dalt vettek fel, de a frontember nem volt túl elégedett. Aztán puhatolózni kezdtek a Snot együttesnél, és Mike Smith gitáros ideálisnak tűnt a számukra. Kis időre szerződtették volna le, de miután Jimmy Iovinenal az Interscope Records főnökével beszéltek, nyilvánosságra hozták, hogy Smith a banda új szólógitárosa. Az ötösfogat ezután visszavonult a stúdióba, és további 10 szám anyagát vették fel. A legjobbak ebből ki lettek választva, és az új album végére kerültek. A többi, többek közt a 'Masturbation', a' Cowgirls from Hell', és a 'Relentless' össze lettek gyűjtve és ettől kezdve 'Off Te Records' lett a nevük. Mostanság Fred alkalmanként ebből válogat, és teszi ki linkként lejátszhatóvá téve az együttes Myspace nevű oldalára.
A "Build A Bridge" című dalt, Fred és a Korn volt gitárosa, Brian "Head" Welch írták, az albumon ennek a számnak gitártémája "Head" munkája.

## Számlista
1. "Re-Entry" – 2:37
2. "Eat You Alive" – 3:57
3. "Gimme the Mic" – 3:05
4. "Underneath the Gun" – 5:42
5. "Down Another Day" – 4:06
6. "Almost Over" – 4:38
7. "Build A Bridge" – 3:56
8. "Red Light – Green Light" (vendég Snoop Dogg) – 5:36
9. "The Only One" – 4:08
10. "Let Me Down" – 4:16
11. "Lonely World" – 4:33
12. "Phenomenon" – 3:59
13. "Creamer (Radio is Dead)" – 4:30
14. "Head For The Barricade" – 3:34
15. "Behind Blue Eyes" (Pete Townshend) – 6:05
16. "Drown" – 3:51

Bónusz számok
1. "Let It Go" [UK & Japan] – 5:10
2. "Armpit" [Japan] – 3:55

## Megjelent kislemezek, videóklipek
1. "Eat You Alive"
2. "Behind Blue Eyes"

## Off The Record
1. "Chains" (Az MTV Album Launch-on fel lett tüntetve mint szám)
2. "Cowgirls From Hell" (Az LB Myspaceoldalán volt hallható
3. "Fools Game"
4. "Lean On Me" (Megjelent a Greatest Hitz lemezen mint bónusz szám)
5. "Masturbation" (Ezt a számot is az LB Myspace oldalán lehetett megtalálni
6. "Need" (Az MTV Album Launch-on számként volt feltüntetve)
7. "Poison Ivy"
8. "Pollution Recall (A "Press Your Luck" Instrumentálja és megjelent a "The Search for Teddy Swoes" Samplerjén)
9. "Relentless" (Az LB Myspace oldalán volt hallható)
10. "Until The End" (Ez is az LB Myspace oldalán volt elérhető)
11. "When It Rains"
12. "Why" (Megjelent a Greatest Hitz albumon mint bónusz szám)
13. "Relax" (Ez a szám még 2002-ben íródott Wes Borlandel-ez az egyik utolsó szám amit vele csináltak 2005-ös visszatéréséig. A szám első verséje a Creamer (Radio is Dead)-ben hallható)
14. "Crack Addict" (Az LB Myspace oldalán volt megtalálható és egyszer elő is adták

Brian "Head" Welch-el és Mike Smith-el a Wrestlemania XIX-en)
1. "Shot" (Megjelent az Eat You Alive maxin)
2. "Just Drop Dead" (Megjelent az Eat You Alive maxin. Ezt a számot Fred Durst Britney Spearsnek írta)
3. "Press Your Luck" (Ezt a számot is Fred feltette a banda Myspace oldalára)